# Дафниевые
Дафниевые (лат. Daphniidae) — семейство ракообразных из отряда Cladocera.

## Описание
Мелкие ракообразные длиной тела 1—5 мм. Тело отчётливо разделяется на голову и туловище. На конце тела имеется хвостовая игла. У самок антеннулы неподвижно срастаются с рострумом. У самцов антеннулы подвижные и могут нести дополнительные структуры. Передвигаются с помощью двуветвистых плавательных антенн. На каждой ветви антенн имеются по 8—9 щетинок. На туловище имеется пять пар конечностей. Третья и четвёртая пара конечностей с веером фильтрующих щетинок.

## Биология
Обитают в планктоне пресных водоёмов. Питаются отфильтровывая водорослей, бактерий и детрит.

## Классификация
В состав семейства включают пять родов и 121 вид.
- Ceriodaphnia Dana, 1853
- Daphnia O. F. Müller, 1785
- Megafenestra Dumont & Pensaert, 1983
- Scapholeberis Schoedler, 1858
- Simocephalus Schoedler, 1858

## Использование
Многие виды дафний и цериодафний используются в токсикологических исследованиях качестве объектов для биотестирования.